# BSG Chemie Zeitz

Logo der BSG Chemie Zeitz (1950–1989)

Logo der SG Chemie Zeitz (1990–1991)

Die BSG Chemie Zeitz war eine Betriebssportgemeinschaft (BSG) in der Stadt Zeitz. Sie entstand aus der HSG beziehungsweise BSG Hydrierwerk Zeitz. Sie wurde 1960 DDR-Meister im Frauenhandball und war mit ihrer Fußballmannschaft 1959 und 1960 in der DDR-Oberliga, der höchsten Spielklasse im DDR-Fußball, vertreten.

## Strukturelle Entwicklung
Nachdem nach dem Ende des Zweiten Weltkriegs durch den Alliierten Kontrollrat alle Vereine verboten worden waren, entstanden im Sportbereich der Sowjetischen Besatzungszone zunächst lose organisierte Sportgemeinschaften (SG), die anfangs nur auf lokaler ebene Sportwettkämpfe austragen durften. Eine solche Sportgemeinschaft wurde auch in Zeitz gebildet, die zunächst einfach als SG Zeitz auftrat, 1947 aber den Namen SG Rot-Weiß Zeitz annahm. Sie schloss sich 1948 der Zentralen Sportgemeinschaft Zeitz (ZSG), die wiederum in der Folgezeit als ZSG Gasolin Zeitz beziehungsweise ab 28. September 1949 als ZSG Hydrierwerk Zeitz antrat. Aus dieser wurde im Zuge der Bildung der zentralen DDR-weiten Sportvereinigung Chemie am 1. September 1950 die BSG Chemie Zeitz. Nach der politischen Wende von 1989/90 in der DDR wurde die BSG am 1. Juli 1990 in die neue Rechtsform eingetragener Verein mit dem Namen SG Chemie Zeitz überführt. Am 5. Mai 1994 gründete deren Fußballabteilung den eigenständigen Verein 1. FC Zeitz.

## Handball
Die erfolgreichste Sektion der BSG Chemie war lange Jahre der Handball.

### Frauen
So spielten die Frauen mehrere Spielzeiten erstklassig. In der Saison 1957/58 kamen sie im Hallenhandball auf den 5. Platz von sechs Teams in der Staffel I und 1958/59 wurden die BSG-Frauen 6. in der Staffel II der Liga. In der darauf folgenden Saison gewann die BSG Chemie Zeitz zunächst souverän die Staffel I und verwies den Vorjahresmeister vom SC Fortschritt Weißenfels auf den 2. Rang. Anschließend gewann Zeitz auch das Finale gegen die BSG Lokomotive Rangsdorf 7:5 und damit den Meistertitel der DDR. Das Endspiel fand am 20. Februar 1960 in Berlin statt. Es blieb der einzige Titel, denn bereits in der sich anschließenden Saison landete Zeitz nur noch im Mittelfeld. In der Saison 1962/63 wurde in der Staffel II der vorletzte 9. Platz belegt, und die BSG Chemie stieg nach sechs Jahren Erstklassigkeit und nur drei Jahre nach dem Meistertitel ab. Die Handballerinnen schafften nie wieder den Aufstieg in das Oberhaus.
In der Spielzeit 1965/66 konnte sich Chemie Zeitz in der Bezirksliga durchsetzen und in die seit der Gründung der Handball-Oberliga 1964 zweitklassige Liga aufsteigen. Nach zwei Jahren folgte jedoch wiederum der Abstieg.
Im Feldhandball spielten die Frauen der BSG Chemie Zeitz ebenfalls mehrere Jahre in der obersten Spielklasse. Nach dem Aufstieg 1957 kamen sie in der folgenden Saison in der Staffel I der Liga auf den 5. Platz von acht Mannschaften. Dies war auch die beste Platzierung. Die nächsten Jahre spielten sie stets gegen den Abstieg. Im Jahr 1962 wurden die Frauen als 9. Vorletzter und musste in die Zweitklassigkeit zurückkehren.
Zu den herausragenden Handballerinnen der BSG Chemie der 1950er und 1960er Jahren gehören die Nationalspielerinnen Schädler und Brigitte Wacker sowie Erika Quarg, die 1955 als Meister des Sports ausgezeichnet wurde.

### Erfolge
- DDR-Meister im Frauenhandball: 1960

## Fußball
Die Fußballabteilung der BSG ging auf den 1910 gegründeten FC Sportvereinigung Zeitz von 1910 zurück. In der Vorkriegszeit spielte der FC meist unterklassig und kämpfte mit dem Zeitzer BC von 1903 um die Vormachtstellung in der Stadt. 1940 gelang der Aufstieg in die Gauliga, damals die höchste deutsche Fußball-Spielklasse. Dort erreichte der FC in der Liga Mitte 1941 den fünften, 1942 den sechsten Platz. 1943 stieg die Mannschaft wieder aus der Gauliga ab.
Nach dem Zweiten Weltkrieg gewann die SG Zeitz 1947 die Kreismeisterschaft. 1950 erreichte die BSG Hydrierwerk Zeitz das Finale um die Landesmeisterschaft in Sachsen-Anhalt und unterlag dort gegen die BSG EHW Thale mit 1:3. Mit der Vizemeisterschaft hatte sich Zeitz für die nach der Spielklassenreform ab 1950/51 neu eingeführte zweitklassige DDR-Liga qualifiziert, die zu der Zeit in zwei Staffeln ausgetragen wurde. Bereits im ersten Jahr belegten die Zeitzer in der Südstaffel hinter Wismut Aue den zweiten Platz. In den folgenden Jahren erreichte die BSG Chemie meist Platzierungen im Mittelfeld der Tabelle und konnte sich 1955 für die eingleisige DDR-Liga qualifizieren.
Der BSG gelang 1958 der Aufstieg in die Fußball-Oberliga, der höchsten Spielklasse, wo man sich zwei Spielzeiten halten konnte. 1958 stiegen die Zeitzer als Staffelsieger mit fünf Punkten Vorsprung auf. Die beiden Stürmer Bernd Bauchspieß und Herbert Krontal trugen mit insgesamt 32 Toren maßgeblich zu diesem Erfolg bei. In ihrer ersten Oberligasaison 1959 belegte die Mannschaft einen achtbaren zehnten Tabellenplatz, bevor sie nach der zweiten Saison 1960 als Tabellenvorletzter wieder in die DDR-Liga absteigen musste. In beiden Oberliga-Spielzeiten wurde Bernd Bauchspieß mit 18 beziehungsweise 25 Treffern Torschützenkönig der DDR-Oberliga.
Stammformation in der Oberliga 1959 bis 1960:
- Tor: Edgar Ernst
- Abwehr: Erwin Ehlert, Kurt Wilms, Gerhard Handt
- Mittelfeld: Andreas Fischer, Werner Landmann
- Angriff: Volkmar Tympel, Bernd Bauchspieß, Lothar Pacholski, Herbert Krontal, Lothar Neumann

Ab 1961/62 spielte Chemie Zeitz nur noch zweitklassig sowie für kurze Zeit auch in der drittklassigen Bezirksliga Halle. Größter Erfolg der Sektion Fußball war die Finalteilnahme um den FDGB-Pokal 1962/63. Im Finale vor 25.000 Zuschauern in Altenburg verlor Chemie gegen die BSG Motor Zwickau 3:0. 1973 erreichten die Zeitzer nach ihrem Staffelsieg in der Liga die Aufstiegsrunde zur Oberliga, schafften mit nur zwei Siegen den Aufstieg aber nicht. Ab 1982 spielte Zeitz nur noch in der Bezirksliga. In der letzten Saison der Bezirksliga Halle im DDR-Fußball 1990/91 wurde Chemie Zeitz Siebenter und daraufhin im neuen Ligensystem des Fußballverbandes Sachsen-Anhalt als neu gegründete SG Chemie Zeitz in die damals fünftklassige Landesliga eingestuft. Am 5. Mai 1994 wurde der 1. FC Zeitz ausgegründet. Die Mannschaften des Vereins nehmen am Spielbetrieb der unterklassigen Ligen in Sachsen-Anhalt teil. 1996 stieg er in die Verbandsliga Sachsen-Anhalt auf und spielte in der höchsten Liga des Bundeslandes bis zum Jahr 2000. Danach spielte der Verein in der Landesliga Sachsen-Anhalt Süd. Aus dieser Liga mussten die Elsterstädter in den Folgejahren 2 Abstiege hinnehmen (2009 und 2017), bei einem zwischenzeitlichen Aufstieg in die Landesliga (2014). Ab der Saison 2022/23 spielt der Verein erneut in der Südstaffel der Landesliga Sachsen-Anhalt. 

### Ligenübersicht 1950 bis 1991
- 1950/51–1958: DDR-Liga (2. Liga)
- 1959–1960: DDR-Oberliga (1.)
- 1961/62–1968/69: DDR-Liga
- 1969/70–1970/71: Bezirksliga (3.)
- 1971/72–1981/82: DDR-Liga
- 1982/83–1990/91: Bezirksliga

Ewige Tabelle der DDR-Oberliga Rang 32
Ewige Tabelle der DDR-Liga Rang 12

### Bedeutende Persönlichkeiten
- Manfred Kaiser – bis 1950 in Zeitz, 1963 erster Fußballer des Jahres im DFV-Bereich
- Bernd Bauchspieß – bis 1963 bei der BSG Chemie, danach Oberligaspieler bei Chemie Leipzig, zweimaliger Torschützenkönig der DDR-Oberliga
- Jörg Böhme – ehemaliger Bundesligaspieler und Nationalspieler, spielte in seiner Jugendzeit in Zeitz
- Rudolf Krause – ehemaliger DDR-Nationaltrainer, war von 1966 bis 1968 Trainer in Zeitz